# Yaman Okay
Yaman Okay (* 1. Januar 1951 in Giresun, Türkei; † 19. Februar 1993 in İstanbul) war ein türkischer Theater-, Film- und Fernsehschauspieler.

## Leben
Er arbeitete mit den besten türkischen Regisseuren, zum Beispiel Yılmaz Güney, zusammen. In Deutschland erlangte er Bekanntheit durch seine Verkörperung des Dursun in dem mehrfach preisgekrönten Film 40 qm Deutschland (1986) von Tevfik Başer. Zuvor hatte man ihn bereits in dem auf der Berlinale erfolgreichen türkischen Film Pehlivan (1984) gesehen. Nach 40 qm Deutschland war Okay in weiteren deutschen Produktionen zu sehn, in Vatanyolu (1988) und der Krimiserie Ein Fall für Zwei (1986). Mitwirkung an der deutschdidaktischen Reihe Korkmazlar (1988) für türkische Einwanderer in Deutschland. Eine tragende Rolle spielt Okay auch in dem mit dem Oscar ausgezeichneten Film Reise der Hoffnung von 1990.
Okay starb 1993 an Krebs. Er war verheiratet mit der Schauspielerin Meral Okay.

## Filmografie (Auswahl)
- 1978: Sürü – Die Herde
- 1979: Gül Hasan
- 1979: Adak
- 1979: Bereketli Topraklar Üzerinde
- 1981: At
- 1981: Herhangi Bir Kadın
- 1981: Yılanı Öldürseler
- 1982: Tomruk
- 1982: Alişan
- 1982: Faize Hücum
- 1982: Seni Kalbime Gömdüm
- 1984: Pehlivan
- 1985: Bir Avuç Cennet
- 1985: Kurbağalar
- 1985: Seyyid
- 1986: Deli Deli Küpeli
- 1986: Bir Ana Bir Oğul
- 1986: Asiye Nasıl Kurtulur
- 1986: Namus Sözü
- 1986: Çağdaş Bir Köle
- 1986: Yoksul
- 1986: 40 qm Deutschland
- 1986: Güneşteki Leke
- 1986: Uzun Bir Gece
- 1987: Son Yüzelli Metre
- 1987: Umutların Ötesi
- 1988: Dönüş
- 1988: Korkmazlar
- 1988: El Kapıları
- 1988: Üçüncü Göz
- 1989: Bizimkiler
- 1989: Vatanyolu – Die Heimreise
- 1989: Fazilet
- 1990: Benim Sinemalarım
- 1990: Reise der Hoffnung
- 1990: Tatar Ramazan
- 1991: Siyabend-ü Xece
- 1991: Yıldızlar Gece Büyür
- 1992: Piano Piano Bacaksız
- 1992: Seni Seviyorum Rosa
- 1992: Denize Hançer Düştü
- 1992: Düş Gezginleri
- 1993: Saygılar Bizden
- 1994: Kurtuluş